# Battlestar Galactica (serial din 2004)
Battlestar Galactica este un serial de televiziune științifico-fantastic militar american care a primit premiile Emmy și Peabody. Serialul este parte a universului fictiv Battlestar Galactica. Este creat de David Eick și Ronald D. Moore, ca o refacere a serialului de televiziune cu același nume creat de Glen A. Larson în anul 1978. Este precedat de un miniserial de trei ore care a fost transmis în decembrie 2003, pe canalul Sci Fi. Are 4 sezoane și a fost finalizat în martie 2009. Serialul a avut premiera în Marea Britanie pe Sky1 la 18 octombrie 2004 și în Statele Unite pe Sci-Fi Channel la 14 ianuarie 2005.
Serialul a primit de-a lungul timpului un număr mare de recunoașteri din partea criticilor, fiind premiat cu Emmy pentru scenariu și regie, în cadrul său interpretând actori precum Edward James Olmos, nominalizat la Oscar și câștigător al Premiului Emmy sau Mary McDonnell nominalizată la Oscar.

## Povestea
Întâmplările din Battlestar Galactica au loc într-un îndepărtat sistem stelar, unde o civilizație de oameni trăiesc pe o serie de planete cunoscute sub numele de cele Douăsprezece Colonii. În trecut, Coloniile au avut un război de mii de ani cu o rasă cibernetică formată din propriile lor creații cunoscute sub numele de Cyloni. Cu ajutorul involuntar al unui om pe nume Gaius Baltar, Cylonii, acum având și formă umană, lansează un atac prin surprindere asupra Coloniilor, ucigând marea majoritate a oamenilor. Dintr-o populație de zeci de miliarde, doar aproximativ 50.000 de oameni supraviețuiesc, cei mai mulți aflați la bordul navelor spațiale civile care au evitat distrugerea. Din toată Flota Colonială, doar nava Galactica pare a fi singura navă militară de mare importanță care a supraviețuit atacului. Sub conducerea comandorului William "Bill" Adama și a președintelui Laura Roslin, Galactica și echipajul acesteia au sarcina de a conduce și proteja mica flotă civilă de supraviețuitori prin spațiul cosmic în căutarea unui refugiu ireal cunoscut sub numele de Terra, a 13-a colonie mitologică a Kobolului.

## Distribuție
- Edward James Olmos - William Adama
- Mary McDonnell - Laura Roslin
- Katee Sackhoff - Kara "Starbuck" Thrace
- Jamie Bamber - Lee "Apollo" Adama
- James Callis - Dr. Gaius Baltar
- Tricia Helfer - Numărul Șase (Caprica / Shelley Godfrey / Gina Inviere / Natalie / Lida / Sonja)
- Grace Park — Numărul Opt (Sharon "Boomer" Valerii / Sharon "Athena" Agathon / "Sweet" Opt / "Hard" Opt)
- Michael Hogan — Saul Tigh
- Tahmoh Penikett — Karl "Helo" Agathon
- Aaron Douglas — Șef Galen Tyrol
- Alessandro Juliani — Felix Gaeta
- Michael Trucco — Samuel T. Anders
- Kandyse McClure — Anastasia Dualla